# Elenita Santos
Elenita Santos (Gilén Nazir Cabalén; * 14. April 1933) ist eine dominikanische Sängerin.

## Leben und Wirken
Die Tochter palästinensischer Einwanderer begann 1946 eine Ausbildung an der Academia de Canto von La Voz Domicana bei Carlos Crespo, Vladi Silva, Eugenio Pasta, José Dolores Cerón und Rafael Sánchez Cestero. 1947 debütierte sie in der Sendung Tardes Tropicales mit dem Titel Atardecer de amor.
1955 trat Santos im kubanischen Rundfunksender CMQ in Havanna auf. Zwei Jahre später entstanden ihre ersten Plattenaufnahmen mit Mi noche fatal von Bienvenido Fabián und Compadre Pedro Juan von Luis Alberti, etwas später nahm sie die Titel Besarte und Ritmo salve auf. In Puerto Rico entstanden die LPs Piensa en mí y Besarte mit dem Orchester von Bienvenido Fabián sowie Aquella noche de abril und Está sellado mit dem Super Orquesta San José unter Leitung von Papa Molina, weitere Aufnahmen entstanden in Mexiko (Un telegrama) und den USA.